# Aerosierwis
Aerosierwis sp. z o.o., (ros. Общество с ограниченной ответственностью "Аэросервис") – rosyjskie linie lotnicze z siedzibą w porcie lotniczym Kadała. 
W marcu 2021 linie dysponowały ośmioma samolotami: L 410 UVP-E20 (1), L-410 UVP-E20 (2), An-2 (1), ТВС-2МС (4).